# Awaous litturatus
Awaous litturatus es una especie de peces de la familia de los Gobiidae en el orden de los Perciformes.

## Distribución geográfica
Se encuentra en las Filipinas. 

## Observaciones
Es inofensivo para los humanos. 